# بو هلدینگ
بو هلدینگ (انگلیسی: Buw Holding) شرکت خدمات حرفه‌ای آلمانی است، که در سال ۱۹۹۳ تأسیس شد.